# تنغستات الصوديوم
 تنغستات الصوديوم مركب كيميائي له الصيغة Na2WO4، كما يوجد المركب أيضاً على شكل ثنائي هيدرات Na2WO4•2H2O.

## الخواص
- لمركب تنغستات الصوديوم انحلالية جيدة في الماء.
- يفقد تنغستات الصوديوم ثنائي الهيدرات Na2WO4•2H2O ماءه البلوري بالتسخين فوق 100°س.
- للمحاليل المائية من تنغستات الصوديوم صفة قلوية، حيث أن الأس الهيدروجيني pH لمحلول تركيزه 100 غ/ل يتراوح مقداره بين 9 - 11 .

## التحضير
يحصل على تنغستات الصوديوم كناتج ثانوي أثناء استحصال فلز التنغستن من معدن الشيليت (CaWO4) والفولفراميت (Fe,MnWO4)، حيث تـُفاعل هذه المعادن مع هيدروكسيد الصوديوم أو مع كربونات الصوديوم.
WO3 + 2NaOH → Na2WO4 + H2O

## الاستخدامات
- يستخدم تنغستات الصوديوم كحفاز في الكيمياء العضوية.[3]
- يستخدم لتحضير مركبات التنغستات الأخرى.